# Всесвітній день інтроверта
Всесвітній день інтроверта ― міжнародний день присвячений інформуванню про інтроверсію. Уведений 20 вересня 2011 року психологинею і письменницею Фелісітас Гейне і святкується щорічно 2 січня з 2012 року.

## Загальна інформація
Фелісітас Гейне започаткувала Всесвітній день інтровертів у 2011 році, щоб підвищити обізнаність та оцінити внесок інтровертів у суспільство. Дослідження показують, що інтроверти часто належать до талановитої меншості, яка внесла значний вклад у науку, мистецтво та філософію. Відомі інтроверти включають Альберта Ейнштейна, Чарльза Дарвіна, Фрідріха Ніцше, Білла Гейтса та інших. Їхні здатності до концентрації та креативність дозволяють їм робити вагомий внесок у світовий прогрес.
Інтровертам складніше адаптуватися до суспільства, де переважають екстраверти. Вони частіше стикаються зі стресом, депресією та іншими психічними розладами, менш задоволені життям і схильні до вживання наркотиків. Інтроверти зазнають труднощів у кар'єрі та міжособистісних стосунках через свою некомунікабельність, що часто сприймається як відстороненість або байдужість. Вони можуть зіткнутися з нерозумінням та недооцінкою, що призводить до конфліктів.
Ідея свята була особистою для Фелісітас Гейне, оскільки вона одружена з інтровертом понад 25 років. День отримав визнання у виданнях, таких як New York Times, Psychology Today і Forbes, а також став джерелом натхнення для різних ініціатив, включаючи бренд одягу «The Quiet Type». У Індії день набув популярності в соціальних мережах.
Всесвітній день інтровертів покликаний підвищити обізнаність про потреби інтровертів, допомогти розвінчати міфи про інтроверсію та підкреслив важливість розуміння різних типів особистості. У майбутньому Фелісітас планує використовувати технології та ШІ для підтримки інтровертів, зокрема через запуск Life Coach на основі ChatGPT. Вона також планує інтегрувати знання зі своєї системи iPersonic для надання індивідуальної допомоги.